# Paulo Moura (musicien)
Pour les articles homonymes, voir Paulo Moura et Moura (homonymie).
Paulo Moura né à São José do Rio Preto (Brésil) le 15 juillet 1932, mort à Gávea (Rio de Janeiro) le 12 juillet 2010, est un saxophoniste-clarinettiste et compositeur brésilien de choro, samba et jazz.

## Discographie Partielle

### Comme leader
- 1958 : Sweet Sax (RCA Victor)
- 1968 : Mensagem (Equipe)
- 1976 : Confusão Urbana, Suburbana e Rural (RCA Victor)

### Comme sideman
Avec Cannonball Adderley
- 1963 : Cannonball's bossa nova (Riverside)

Avec Herbie Mann
- 1962 : Do the bossa nova (Atlantic)
- 1964 : Latin Fever (Atlantic)

Avec Sérgio Mendes
- 1963 : Você ainda não ouviu nada (Philips)

Avec Milton Nascimento
- 1969 : Milton Nascimento (Odeon)

Avec Tenório Jr. (pt)
- 1964 : Embalo (RGE)

Avec Dom Um Romão
- 1964 : Dom Um (Philips)